# Bandeira do Biafra
A bandeira da extinta Républica do Biafra era uma tricolor horizontal de vermelho, negro e verde, carregada na faixa negra com um sol dourado raiando sobre uma barra dourada. O sol tem onze raios, representando as onze províncias constituintes do Biafra.